# أوسكار رايتي
أوسكار رايتي (بالإيطالية: Oscar Righetti)‏ هو لاعب كرة قدم إيطالي في مركز الدفاع، ولد في 17 سبتمبر 1948 في بيسكيرا دل غاردا في إيطاليا، وتوفي في 14 سبتمبر 2006 في بادوفا في إيطاليا. لعب مع إنتر ميلان ونادي بياتشينزا ونادي سبال ونادي كروتوني.